# Геллер, Эммануил Савельевич
Эммануи́л Саве́льевич Ге́ллер (настоящая фамилия — Ха́вкин; 9 августа 1898, Екатеринослав — 6 мая 1990, Москва) — советский актёр театра и кино, заслуженный артист РСФСР (1974).

## Биография
Родился 27 июля (по старому стилю) 1898 года в многодетной семье екатеринославского купца Шевеля Менделевича Хавкина (1857—?) и Гитель Моисеевны Хавкиной (в девичестве Минухиной, 1876—?), дочери екатеринославского купца, заключивших брак 27 декабря 1894 года; для отца это был третий брак.
До 1920 года служил в Красной Армии. После демобилизации уехал в Москву. В 1925 году окончил Государственный театральный техникум им. А. В. Луначарского (класс Вахтанга Мчеделова), и вступил в труппу агиттеатра «Синяя блуза». Потом играл в московских театрах (Театр Миниатюр, Театр обозрений, с 1927 Театр Сатиры, Мюзик-холл).
В кино — с 1930 года. Чаще других актёр играл пиратов, швейцаров, пенсионеров и «лиц кавказской национальности». Даже бессловесное появление актёра на экране вызывало у зрителей улыбку. Наиболее крупные роли Геллера — неприятный, коварный и корыстолюбивый ростовщик Джафар в «Насреддине в Бухаре» и, напротив, милый, бесконечно добрый старый капельмейстер в поэтической картине В. Рубинчика «Венок сонетов» (последняя роль признавалась[кем?] лучшей киноролью 1977 года на Беларусьфильме).
В комедии Григория Александрова «Весёлые ребята» (1934) его герой произносит лишь одну фразу — восхищается женой, которая плачет на концерте симфонической музыки (на самом же деле ей жали туфли). В фильмах «Волга, Волга» (1938) и «Первая перчатка» (1947) он играл суетливых фотокорреспондентов, у которых вся гамма чувств отражается лишь на лицах. А в киноленте «Сердца четырёх» (1941) он появился за несколько секунд до финала и догонял поезд, а также играл роль человека в очереди в телефонную будку. Эти кадры стали настоящей классикой, образцами школы киноэпизода, по которой впоследствии постигали азы многие талантливые комики.
С 1950-х годов — в штате Театра-студии киноактёра.
Актёр прожил долгую плодотворную жизнь и работал до последних дней. Он снимался у многих известных режиссёров, причем по нескольку раз. Он был частым гостем сатирического киножурнала «Фитиль». Его творчеству посвящён буклет из серии «Актёры советского кино».
В 1974 году ему было присвоено звание «Заслуженный артист РСФСР».
Скончался 6 мая 1990 года в Москве. Похоронен в колумбарии Нового Донского кладбища (колумбарий 22, секция 50).

## Творчество

### Фильмография
- 1932 — Изящная жизнь — капитан, (нет в титрах)
- 1934 — Весёлые ребята — зритель на концерте, (нет в титрах)
- 1935 — Джульбарс — горец, (нет в титрах)
- 1936 — Цирк — дирижёр, (нет в титрах)
- 1936 — Гобсек — кельнер
- 1936 — Зори Парижа — стрелок, (нет в титрах)
- 1938 — Волга, Волга — фотокорреспондент, (нет в титрах)
- 1938 — Доктор Айболит — пират
- 1939 — Моряки — капитан, (нет в титрах)
- 1941 — Танкер «Дербент» — моторист Жора
- 1941 — Дочь моряка — матрос, (нет в титрах)
- 1941 — Сердца четырёх — пассажир / человек в очереди в телефон-автомат
- 1941 — Старый двор — жилец
- 1941 — Боксёры — тренер, ассистент Ланса
- 1941 — Морской ястреб — пленный капитан, (нет в титрах)
- 1942 — Александр Пархоменко — матрос-анархист, (нет в титрах)
- 1942 — Боевом киносборнике № 11 — денщик Тряску («Карьера лейтенанта Гоппа»)
- 1943 — Два бойца — матрос, (нет в титрах)
- 1943 — Насреддин в Бухаре — Джафар
- 1944 — Кащей Бессмертный — стражник
- 1945 — Поединок — швейцар, (нет в титрах)
- 1946 — Белый Клык — золотоискатель Дик
- 1946 — Адмирал Нахимов
- 1946 — Первая перчатка — фотокорреспондент, (нет в титрах)
- 1947 — Миклухо-Маклай — Кафа
- 1947 — Дорога без сна — доктор Хачатуров
- 1947 — Поезд идёт на восток — официант вагона-ресторана, (нет в титрах)
- 1948 — Сталинградская битва
- 1949 — Счастливый рейс — фокусник, (нет в титрах)
- 1950 — Смелые люди — заведующий тиром / старик на приеме у Кожина, (нет в титрах)
- 1950 — Огни Баку — официант, (нет в титрах)
- 1951 — Пржевальский
- 1952 — Максимка — помощник капитана «Бетси»
- 1952 — Садко — визирь (нет в тирах)
- 1953 — Сеанс гипноза (короткометражный) — ассистент
- 1953 — Адмирал Ушаков — турецкий адмирал Джезаирли Гази Хасан-паша, (нет в титрах)
- 1953 — Вихри враждебные — анархист, (нет в титрах)
- 1953 — Корабли штурмуют бастионы — кавалер Мишеру, посол неаполитанского короля
- 1954 — Школа мужества — есаул Ибрагим
- 1955 — Овод — шпик, (нет в титрах)
- 1955 — Крушение эмирата — афганский офицер
- 1956 — Драгоценный подарок — заведующий аптекой
- 1956 — Хозяйка гостиницы — слуга кавалера
- 1956 — Челкаш (короткометражный) — греческий капитан
- 1956 — Поэт — культработник, художник и аккомпаниатор
- 1956 — Партизанская искра — румынский капрал
- 1957 — Звёздный мальчик — 1-й стражник
- 1957 — Цель его жизни — ведущий инженер, (нет в титрах)
- 1958 — Идиот — гусар из свиты Рогожина
- 1958 — Жизнь прошла мимо — продавец
- 1958 — У тихой пристани — продавец канцтоваров
- 1959 — Черноморочка — ударник в оркестре
- 1959 — В нашем городе (короткометражный) — сосед
- 1959 — Потерянная фотография (СССР, Чехословакия) — одессит
- 1959 — Произведение искусства (короткометражный) — парикмахер
- 1960 — Русский сувенир — жулик продавец женьшеня
- 1960 — Кёр-оглы — шейх-военачальник
- 1961 — Алые паруса — музыкант Циммер
- 1961 — Музыка Верди (короткометражный) — Бузунар
- 1961 — Дуэль — Мустафа
- 1961 — Командировка — продавец обуви
- 1962 — Семь нянек — приёмщик проката
- 1962 — Чёрная чайка — директор бродячего цирка
- 1962 — Капроновые сети — пастух в завязке
- 1963 — Без страха и упрёка — кукловод
- 1963 — Внимание! В городе волшебник! — астроном
- 1963 — Штрафной удар — фотокорреспондент, (нет в титрах)
- 1963 — Слуша-ай!.. — сапожник из Вильно
- 1964 — Где ты теперь, Максим? — мужчина выпрашивающий гвозди у Григорьича
- 1964 — До свидания, мальчики — продавец сладостей
- 1964 — Москва — Генуя — парикмахер
- 1964 — Зелёный огонёк — опаздывающий в аэропорт дедушка Шурика и Юрика
- 1964 — Фитиль — сосед (Где же справедливость? № 23)
- 1965 — Алёшкина охота — работник тира
- 1965 — Бывает и так — тренер
- 1965 — Фитиль — врач, (Срочно! 03!. Петенька № 34)
- 1965 — Иду на грозу — Гатенян
- 1965 — Операция «Ы» и другие приключения Шурика — пассажир с зонтиком
- 1965 — Спящий лев — Никонов, сотрудник банка, член месткома
- 1965 — Чрезвычайное поручение — банкир, (нет в титрах)
- 1966 — Волшебная лампа Аладдина — мудрейший
- 1966 — Саша-Сашенька — человек с партитурой
- 1966 — Прощай — грек
- 1967 — Тихая Одесса — аптекарь
- 1967 — Кавказская пленница, или Новые приключения Шурика — шашлычник
- 1967 — Каменный гость — хозяин таверны
- 1968 — Беглец из «Янтарного»
- 1968 — Времена года — чистильщик обуви
- 1968 — Новые приключения неуловимых — грек-лодочник
- 1968 — Ошибка Оноре де Бальзака — Рабу, литератор
- 1969 — Старый знакомый — бухгалтер
- 1968 — Улыбнись соседу — Мамуля, пришёл по обмену квартиры
- 1969 — Взрыв после полуночи — купец
- 1970 — Чёртова дюжина — пират Чава
- 1970 — Один из нас — букинист
- 1970 — Опекун — пассажир, опаздывающий на вокзал
- 1970 — Приключения жёлтого чемоданчика — администратор цирка
- 1970 — Звёзды не гаснут — представитель Афганистана
- 1971 — Ехали в трамвае Ильф и Петров — пассажир трамвая в папахе
- 1971 — Ни дня без приключений — чистильщик
- 1971 — Алло, Варшава! — конкурсант-кулинар
- 1973 — Неисправимый лгун — Рахтан, главный слуга принца Бурухтании
- 1974 — Северная рапсодия — дирижёр Христофор Ибрагимович
- 1975 — Ау-у! (Что наша жизнь?!, или Что наша жизнь?!) — дирижёр
- 1975 — Под крышами Монмартра — Сценариус, помреж
- 1976 — Венок сонетов — капельмейстер
- 1976 — 12 стульев — кавказец в шашлычной / старьёвщик, купивший вещи у отца Фёдора
- 1976 — Повесть о неизвестном актёре — актёр (нет в титрах)
- 1976 — Ты — мне, я — тебе — Егорыч, швейцар в бане
- 1976 — «Сто грамм» для храбрости… — алкоголик в очереди
- 1978 — Сдаётся квартира с ребёнком — киоскёр
- 1978 — Пока безумствует мечта — банкир, (нет в титрах)
- 1978 — 31 июня — волшебник Марлограм, ученик Великого Мерлина и дядя Мальгрима
- 1978 — Баламут — профессор Владимир Михайлович, преподаватель высшей математики
- 1979 — Ах, водевиль, водевиль… — скрипач из оркестра
- 1979 — Ералаш (выпуск № 19, эпизод «Папа, мама, я — дружная семья») — дедушка Васи
- 1980 — Иначе нельзя — фотограф
- 1981 — Проданный смех — деловой партнер Треча
- 1982 — Принцесса цирка — дирижёр
- 1982 — Покровские ворота — Савельич, дедушка Яши (озвучивал Георгий Вицин)
- 1983 — К своим!..
- 1983 — Тайна виллы «Грета» — смотритель притона
- 1984 — Человек-невидимка — хозяин дома, где жил Гриффин (озвучил Игорь Ясулович)
- 1986 — Семь криков в океане — старик, пассажир 3 класса (озвучил Игорь Ясулович)
- 1989 — Частный детектив, или Операция «Кооперация» — старик-пассажир
- 1990 — Мой муж — инопланетянин — посыльный с розами

### Телеспектакли
- 1985 — Золотая рыбка (использована теленовелла «Ау-у!») — дирижёр
- 1956 — Хозяйка гостиницы — слуга кавалера

#### Озвучивание
- 1984 — Второй раз в Крыму (Киностудия им. Горького (Ялтинский филиал)) — (нет в титрах)
- 1970 — Чертова дюжина (Одесская киностудия) — пират
- 1963 — Где Ахмед? (Азербайджанфильм) — Мамед (роль Мустафы Марданова)
- 1963 — Укротители велосипедов (Таллинфильм) — контролёр в поезде
- 1961 — Рассказ нищего (Грузия-фильм) — Шакро (роль Акакий Кванталиани)
- 1961 — Апрель (Польша)
- 1958 — Седьмое путешествие Синдбада (США)
- 1956 — Сила мундира (ФРГ)
- 1955 — Гаспароне (Австрия)

## Награды
- Медаль «За трудовое отличие» (6 марта 1950) — за выдающиеся заслуги в развитии советской кинематографии, в связи с 30-летием[5].
- Заслуженный артист РСФСР (1974).